# Ceanannus Mór

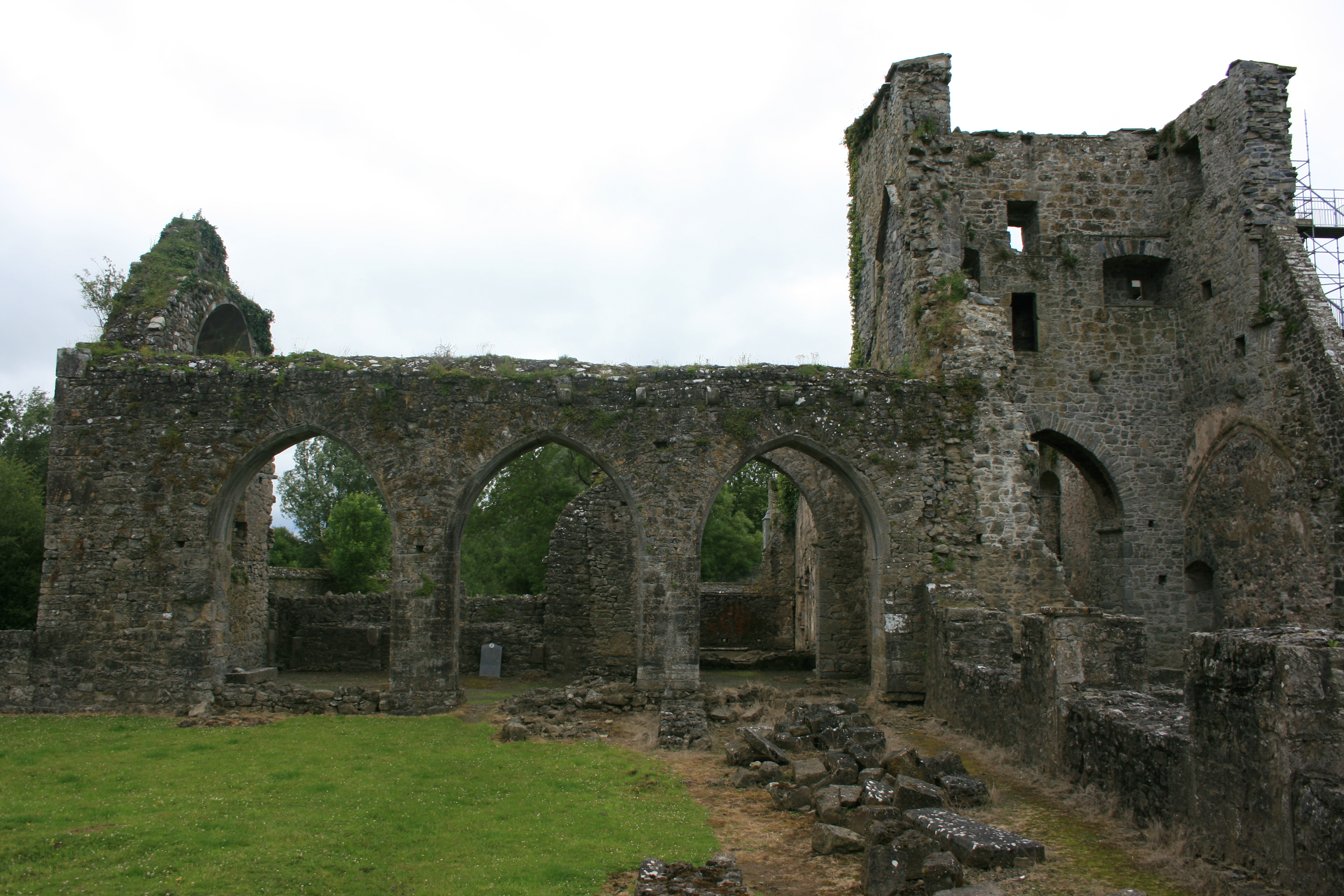
Dawna katedra diecezjalna w Kells

Ceanannus Mór (łac. Dioecesis Cenanensis) – stolica historycznej diecezji w Irlandii, erygowanej w 554, a zlikwidowanej w roku 1211. Współcześnie miejscowość Kells w hrabstwie Meath. Obecnie katolickie biskupstwo tytularne.

## Biskupi tytularni
| Lp. | Biskup               | Funkcja                             | Od               | Do                   |
| --- | -------------------- | ----------------------------------- | ---------------- | -------------------- |
| 1   | Mark Francis Schmitt | biskup pomocniczy Green Bay (USA)   | 30 kwietnia 1970 | 21 marca 1978        |
| 2   | James Gerard Lennon  | biskup pomocniczy Armagh (Irlandia) | 20 czerwca 1980  | 17 października 1989 |
| 3   | Thomas Curry         | biskup pomocniczy Los Angeles (USA) | 8 lutego 1994    |                      |